# Tuinieren op de "square foot"

Een vierkante tuin

Tuinieren op de "square foot", ook wel 'flexibel'  tuinieren, vierkant tuinieren of Makkelijke Moestuin genoemd, is een ecologische methode van tuinieren die verondersteld wordt zo efficiënt mogelijk te zijn. Deze methode werd bedacht door Mel Bartholomew. In 1981 publiceerde hij zijn eerste boek met de titel Square Foot Gardening. Ook had hij in de jaren tachtig een televisieserie over deze methode op de Amerikaanse zender  PBS.  
Square foot (vierkante voet) refereert aan een vierkant van 1 bij 1 voet, ongeveer 30 bij 30 centimeter. Tuinieren op de "square foot" gebeurt op een vierkant van 4 bij 4 voet, ongeveer 120 bij 120 centimeter welke wordt onderverdeeld in 16 kleinere vierkanten van 30 bij 30 centimeter. Zoals te zien in bijgaand figuur kunnen de kleine vierkanten op verschillende manieren gebruikt worden voor het verbouwen van verschillende groenten. Ook kunnen de kleinere vierkanten gecombineerd worden.
Door niet alles tegelijk te zaaien en te planten wordt de oogst verdeeld over het hele seizoen en is de verwachting dat er sprake is van minder verspilling. Het compacte formaat zorgt er ook voor dat onkruid gemakkelijk verwijderd kan worden.
Voor deze vorm van tuinieren gebruikt men idealiter een speciale aarde-mix die eenvoudig zelf te bereiden is. Deze mix bestaat uit een derde deel compost, een derde deel turfmolm en een derde deel vermiculiet. Door de combinatie van turfmolm met vermiculiet wordt vocht langer vastgehouden terwijl de compost de groentes de benodigde voedingsstoffen geeft.
De methode is overal toepasbaar, ook in gebieden met slechte grond, als men weinig ruimte heeft, voor tuinders met weinig ervaring, en voor mensen die om fysieke redenen niet op de traditionele manier kunnen tuinieren. Door de gewassen eventueel op hoogte in kweektafels te kweken kan de methode ook gebruikt worden door rolstoelgebruikers, of door mensen die enkel over een balkon beschikken. Bartholomew beweert dat met deze methode de wereldhonger bestreden kan worden en heeft een organisatie opgericht om dat doel door middel van deze methode van tuinieren te bereiken.